# 拉斯维加斯大道赛道
拉斯维加斯大道赛道是一条位於美國內華達州天堂市的街道赛道。赛道途经威尼斯人酒店球體館、凯撒宫酒店、百樂宮酒店和巴黎酒店等地標。
该赛道由赫尔曼·蒂尔克的儿子卡斯滕·蒂尔克（Carsten Tilke）设计， 该赛道于2022年3月破土动工，并于2023年11月16日（即2023年拉斯维加斯大奖赛）啟用。